# Jurkovo Selo
 Jurkovo Selo  falu Horvátországban Zágráb megyében. Közigazgatásilag Zsumberkhez tartozik.

## Fekvése
Zágrábtól 42 km-re délnyugatra községközpontjától Kostanjevactól 1 km-re északnyugatra a Zsumberki-hegység déli lejtőin fekszik. Településrészei Berdiki, Relići, Selce és Skoki.

## Története
Az 1830-as urbárium szerint 7 háza és 130 lakosa volt. 1857-ben 131, 1910-ben 266 lakosa volt. Trianon előtt Zágráb vármegye Jaskai járásához tartozott. 2011-ben 67 lakosa volt. A donji oštrci Szent Mária Magdolna plébániához tartozik. Lakói mezőgazdasággal, állattenyésztéssel, szőlőtermesztéssel foglalkoznak.

## Lakosság
| Lakosság változása | Lakosság változása | Lakosság változása | Lakosság változása | Lakosság változása | Lakosság változása | Lakosság változása | Lakosság változása | Lakosság változása | Lakosság változása | Lakosság változása | Lakosság változása | Lakosság változása | Lakosság változása | Lakosság változása | Lakosság változása |
| ------------------ | ------------------ | ------------------ | ------------------ | ------------------ | ------------------ | ------------------ | ------------------ | ------------------ | ------------------ | ------------------ | ------------------ | ------------------ | ------------------ | ------------------ | ------------------ |
| 1857               | 1869               | 1880               | 1890               | 1900               | 1910               | 1921               | 1931               | 1948               | 1953               | 1961               | 1971               | 1981               | 1991               | 2001               | 2011               |
| 131                | 263                | 284                | 304                | 294                | 266                | 280                | 245                | 199                | 270                | 216                | 182                | 144                | 140                | 119                | 67                 |

## Híres emberek
Itt született Petar Skok (1881-1956) nyelvész, egyetemi tanár, a horvát tudományos akadémia tagja. Szülőházán emléktábla áll. 

## Külső hivatkozások
- Žumberak község hivatalos oldala
- A Zsumberki közösség honlapja